# Ciclocross de Medina de Pomar
El Ciclocross de Medina de Pomar es una carrera ciclista de ciclocrós española que se disputa en la localidad burgalesa de Medina de Pomar, en el mes de octubre. 
Junto al Ciclocross de Villarcayo, que se disputa un día después, desde el 2005 forma parte del Circuito Provincial de Ciclocross de la Diputación.
Se creó en 2004 como amateur hasta que en 2009 ascendió al profesionalismo en la categoría C2 (última categoría del profesionalismo). Desde 2012 de nuevo volvió a ser amateur.

## Palmarés

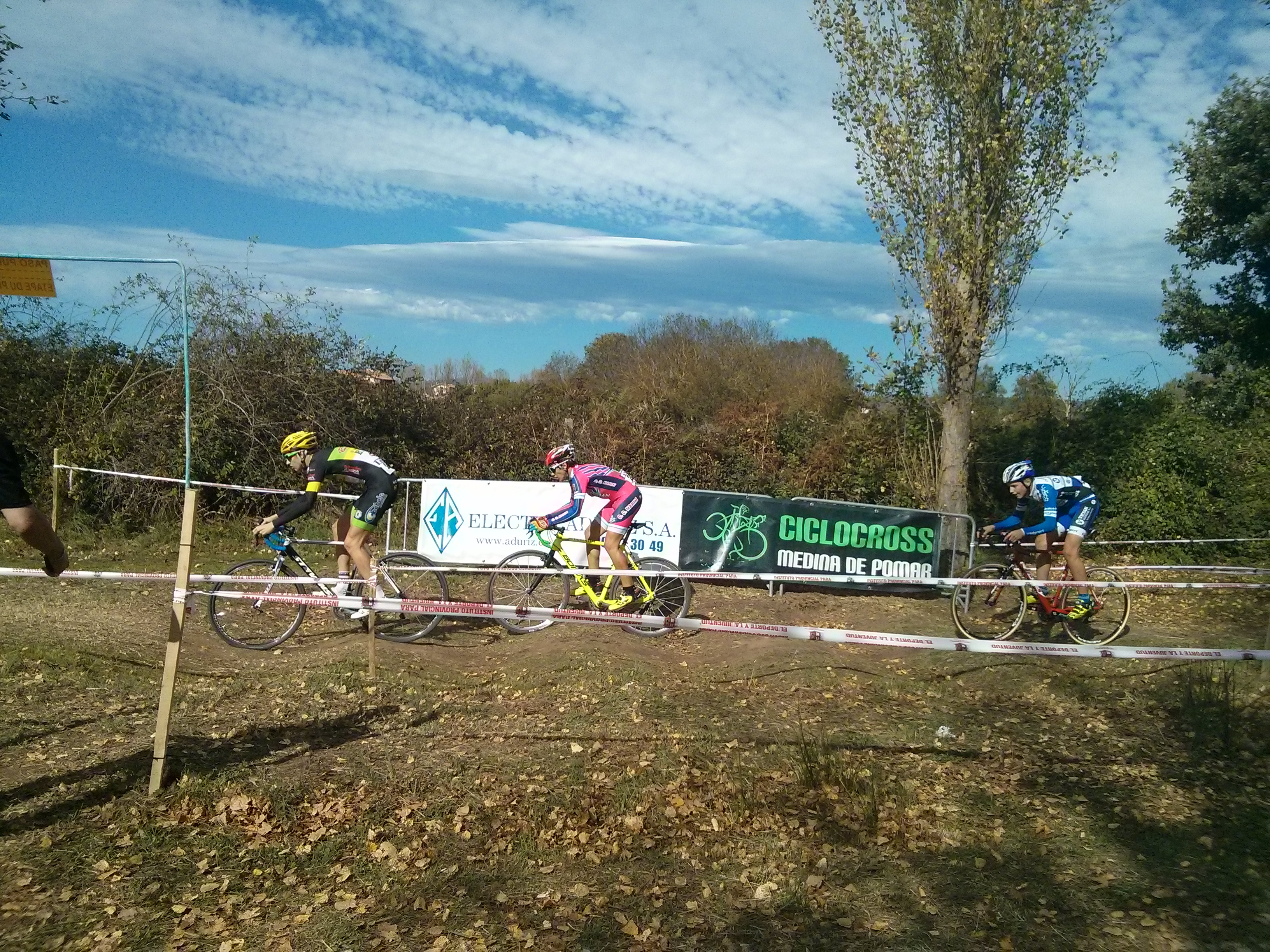
Onduladas.

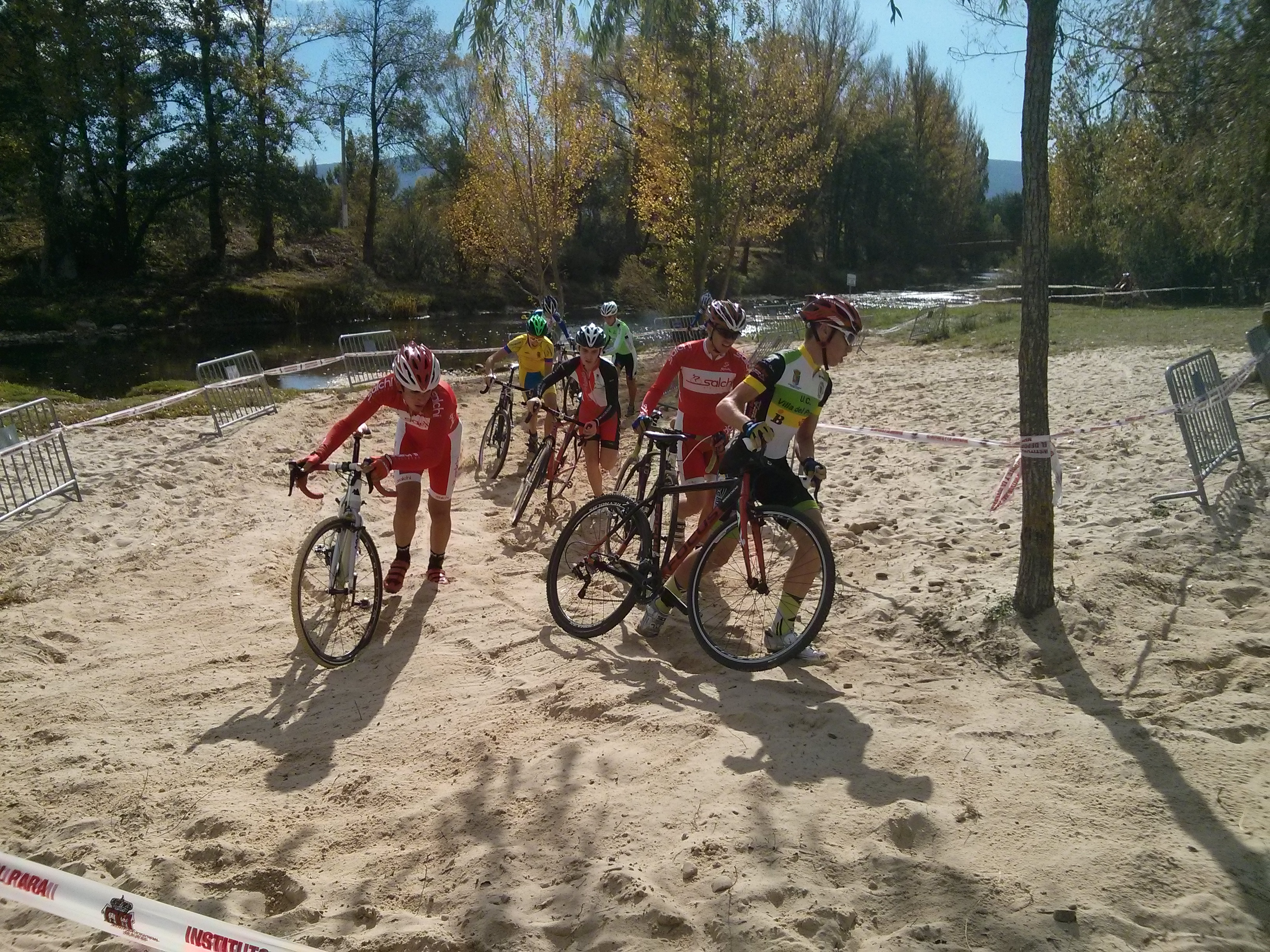
Banco de arena.

En amarillo: edición amateur.
| Año  | Ganador                   | Segundo                  | Tercero                   |
| ---- | ------------------------- | ------------------------ | ------------------------- |
| 2004 | Ander González Elorriaga  | Erlantz Uriarte Okamika  | Javier García Irazola     |
| 2005 | José Antonio Diez Arriola | Óscar Vázquez            | Hugo Alfonso Martínez     |
| 2006 | Mauro González            | Antonio Ortiz            | José Antonio Diez Arriola |
| 2007 | Óscar Vázquez             | Unai Yus                 | Santiago Armero           |
| 2008 | Tino Zaballa              | Javier Ruiz de Larrinaga | Aketza Peña               |
| 2009 | Javier Ruiz de Larrinaga  | Isaac Suárez             | Sven Beelen               |
| 2010 | Sven Beelen               | Isaac Suárez             | Javier Ruiz de Larrinaga  |
| 2011 | Diether Sweeck            | David Lozano Riba        | Javier Ruiz de Larrinaga  |
| 2012 | Javier Ruiz de Larrinaga  | Aitor Hernández          | Isaac Suárez              |
| 2013 | Aitor Hernández           | Aketza Peña              | Agustín Navarro           |
| 2014 | Aitor Hernández           | Kevin Suárez             | Ismael Felix Barba        |
| 2015 | Aitor Hernández           | Ismael Esteban           | Íñigo Gómez               |
| 2016 | Ismael Esteban            | Aitor Hernández          | David Lozano Riba         |
| 2017 | Felipe Orts               | Aitor Hernández          | Javier Ruiz de Larrinaga  |
| 2018 | Aitor Hernández           | Iván Feijoo              | Xabier Murias             |

## Palmarés por países
| País    | Victorias |
| ------- | --------- |
| España  | 13        |
| Bélgica | 2         |